# Corniche
Das Wort Corniche stammt aus dem Französischen und wird in mehreren Ländern und Sprachen verwendet, um eine Küsten-, Ufer- oder Klippenstraße, meist mit besonderem Panorama, zu beschreiben. Manchmal ist es auch eine der Hauptgeschäftsstraßen der Stadt oder eine Promenade für Spaziergänge. Es werden auch Straßen so bezeichnet, die an einem steilen Berghang mit spektakulärem Ausblick gelegen sind.
In vielen arabischen Ländern verläuft eine Corniche an einem Fluss, einer Küste oder an einem Hafen. Der arabische Name für Corniche lautet كورنيش.
Bekannte Städte mit einer Corniche:
- Abu Dhabi (am Persischen Golf)
- Alexandria (am Mittelmeer)
- Assuan (am Nil)
- Basra (am Schatt al-Arab)
- Corniche Beirut (am Mittelmeer)
- Cannes (am Mittelmeer)
- Casablanca (am Atlantik)
- Dakar (am Atlantik)
- Doha Corniche (am Persischen Golf)
- Dschidda (am Roten Meer)
- Kairo (am Nil)

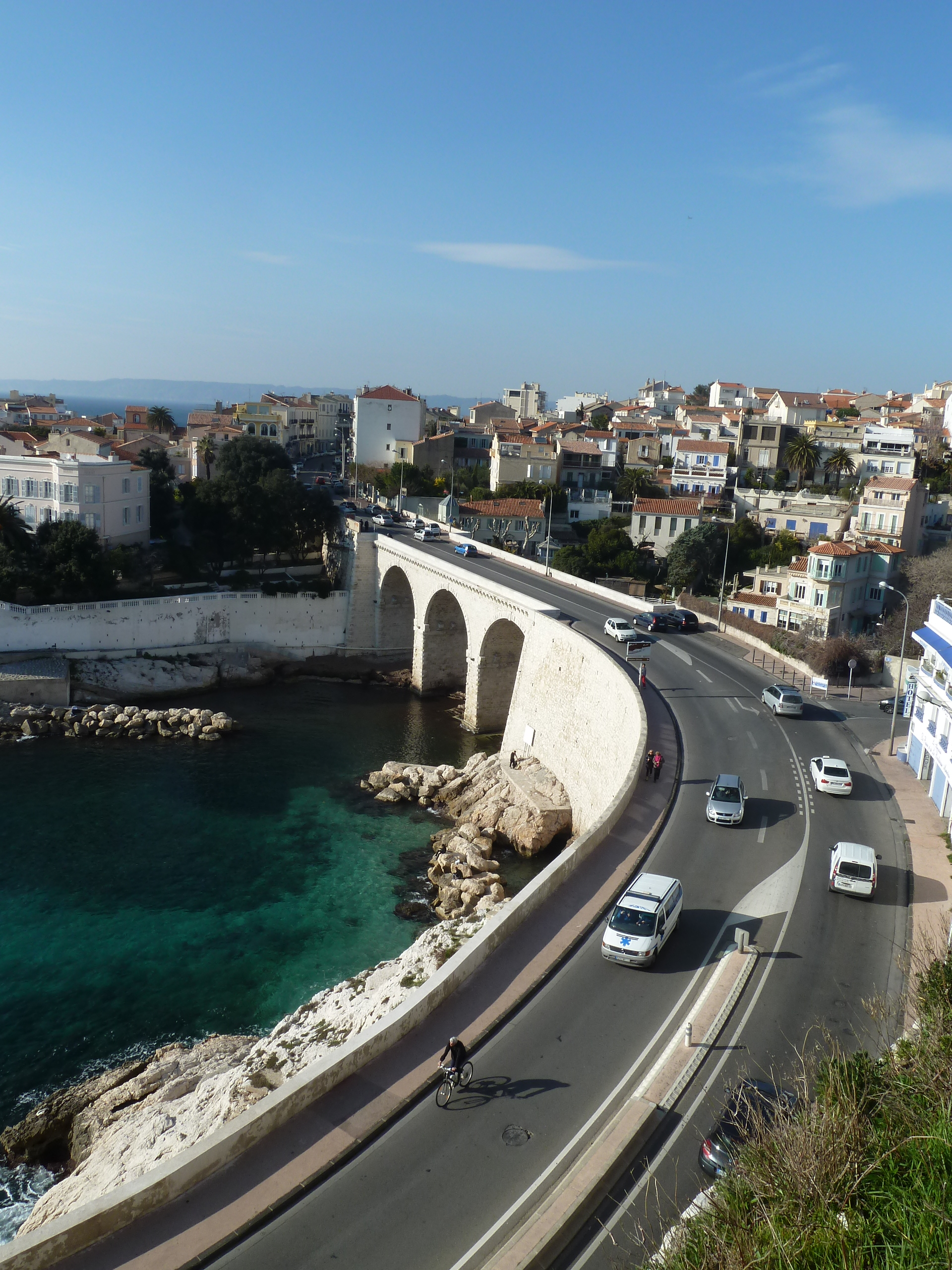
Corniche du Président John F. Kennedy in Marseille, Frankreich

- Corniche Luxemburg (über dem Tal der Alzette)
- Luxor (am Nil)
- Maadi (am Nil)
- Marseille (am Mittelmeer)
- Matrah (Maskat, am Golf von Oman)
- Monaco (am Mittelmeer)
- Niamey (Corniche Yantala am Niger)
- Tartus (am Mittelmeer)

Als „Corniche“ wird die Straße zwischen den Pässen Col d’Aubisque und Col du Soulor in den französischen Pyrenäen bezeichnet. Sie verläuft auf halber Höhe der Felswand des Cirque du Litor. 
Berühmtes Vorbild für fast alle Corniches sind jene an der französischen Riviera: Die Corniche Inférieure, auch Corniche du Littoral genannt, führt von Menton bis Nizza durch zahlreiche Orte direkt an der Küste entlang. Die Corniche Moyenne verbindet beide Städte auf mittlerer Hanglage, oberhalb an Monaco vorbei und durch das malerische Dorf Èze führend. Am spekulärsten ist zweifellos die Grande Corniche, die ebenfalls Menton mit Nizza verbindet. Die Grande Corniche wurde von Napoleon I. entlang der alten Römerstraße Via Aurelia erbaut. Sie verläuft zum Teil in schwindelnder Höhe bis über 500 Metern über dem Meeresspiegel.